# 951
Évszázadok: 9. század – 10. század – 11. század
Évtizedek: 900-as évek – 910-es évek – 920-as évek – 930-as évek – 940-es évek – 950-es évek – 960-as évek – 970-es évek – 980-as évek – 990-es évek – 1000-es évek
Évek: 946 – 947 – 948 – 949 –  950 – 951 – 952 – 953 – 954 – 955 – 956

## Események

### Európa
- Egy magyar portyázó sereg az adófizető Észak-Itálián áthaladva egészen Aquitániáig nyomul, a nyarat fosztogatással töltik, majd szintén Itálián át hazatérnek.
- II. Berengár itáliai király három őrgrófságra (Marca Aleramica, Marca Arduinica, Marca Obertenga) osztja Liguriát, hogy könnyebben védekezhessen a szaracén támadásokkal szemben.
- Az előző évben meghalt II. Lothár itáliai király özvegye, Adelheid megszökik Berengár fogságából és Ottó német királytól kér segítséget. Ottó sereggel vonul be Itáliába (előtte, tőle függetlenül fia, Liudolf sváb herceg is betör Észak-Itáliába, de nem kap támogatást és megfogyatkozott csapataival kénytelen megvárni apját) ahol a nemesség átáll az ő pártjára és a főváros, Pavia megnyitja előtte kapuit. Az özvegy Ottó feleségül veszi Adelheidet és Itália királyává koronázzák. Berengár San Marinóba húzódik vissza.
- Ottó követeket küld II. Agapetus pápához, kérve császárrá koronázását, de a pápa, a Rómát uraló II. Alberic spoletói herceg nyomására elutasító választ ad.
- Franciaországban Omois-i Herbert gróf (a notórius lázadó Vermandois-i Herbert fia) egy laoni zárdából elrabolja és feleségül veszi IV. Lajos király anyját, Eadgifut. A feldühödött Lajos elkobozza anyja birtokait.
- Meghal II. Ramiro leóni király. Utóda fia, III. Ordoño. III. Abd al-Rahmán córdobai kalifa békét köt Ordoñóval, hogy Észak-Afrikára koncentrálhasson, ahol Marokkóból ki akarja szorítani a vele ellenséges Fátimidákat és az általa támogatott mahrava berberek ebben az évben elfoglalják Tangert. A córdobai flotta blokád alá veszi a Fátimidák által uralt Tuniszt és csak nagy hadisarc fizetése után távoznak.

### Kína
- A kitan Liao-dinasztia császára, Si-cung visszaver egy kínai támadást, de röviddel később egyik unokaöccse meggyilkolja. Utóda unokatestvére, Mu-cung.
- A 947-ben alapított Kései Han-dinasztia fiatalkorú császárát egy felkelés megdönti és a lázadók vezére, Kuo Vej megalapítja a Kései Csou-dinasztiát. A császár nagybátyja, Liu Csung kikiáltja függetlenségét és létrehozza az Északi Han-dinasztiát.
- A Déli Tang királysága annektálja Csu királyságát.

## Születések
- Nareki Szent Gergely, örmény költő és teológus
- Civakodó Henrik, bajor herceg
- Szent Romuald, itáliai remete, a kamalduli rend alapítója

## Halálozások
- január 1. – II. Ramiro, leóni király
- október 7. – Liao Si-cung, kitan császár

## Fordítás
- Ez a szócikk részben vagy egészben  a(z)   951 című angol Wikipédia-szócikk ezen változatának fordításán alapul.  Az eredeti cikk szerkesztőit annak laptörténete sorolja fel. Ez a jelzés csupán a megfogalmazás eredetét és a szerzői jogokat jelzi, nem szolgál a cikkben szereplő információk forrásmegjelöléseként.